# NGC 2043
NGC 2043 is een open sterrenhoop in het sterrenbeeld Tafelberg. Dit hemelobject werd, samen met NGC 2072, op 18 december 1884 ontdekt door de Italiaanse astronoom Pietro Baracchi.

## Synoniemen
- ESO 56-SC168